# カッサーノ・イルピーノ
カッサーノ・イルピーノ（伊: Cassano Irpino）は、イタリア共和国カンパニア州アヴェッリーノ県にある、人口約1,000人の基礎自治体（コムーネ）。

## 地理

### 位置・広がり

#### 隣接コムーネ
隣接するコムーネは以下の通り。
- モンテッラ
- モンテマラーノ
- ヌスコ